# Lista över ledamöter av Sveriges riksdags andra kammare 1961–1964
Ledamöter av Sveriges riksdags andra kammare 1961–1964.
Ledamöterna invaldes vid valet 18 september 1960 till andra kammaren, men nyinvalda tillträdde sina riksdagsplatser först 1961.

## Stockholms stad
- Gunnar Heckscher, professor, h
- Astrid Kristensson, fru, h
- Gösta Bohman, direktör, h
- Folke Björkman, sekreterare, h
- David Svenungsson, komminister, h
- Sten Källenius, direktör, h
- Bertil Ohlin, professor nationalekonomi, statsråd, fp
- Einar Rimmerfors, socialsekreterare,  fp
- Ingrid Gärde Widemar, fru, fp
- C.W. Carlsson, direktör, fp
- Gustaf Kollberg, direktör ICA, fp
- Daniel Wiklund, byrådirektör, fp
- Tage Erlander, fil. dr, s
- Torsten Nilsson, partisekreterare SAP, s
- Nancy Eriksson, fru, s
- Hans Gustafsson, metallarbetare, s
- Sigrid Ekendahl, ombudsman, s
- Hans Hagnell, fil. lic., s
- Stellan Arvidsson, rektor, s
- Erland Carbell, byråchef, s
- Åke Zetterberg, kyrkoherde, s
- Nils Kellgren, sekreterare, s
- Oskar Lindkvist, ombudsman, s
- Hilding Hagberg, redaktör Ny Dag, k
- Gustav Johansson, chefredaktör Ny Dag, k

## Stockholms län
- Jarl Hjalmarson, VD, h
- Lennart Stiernstedt, godsägare, h
- Ulla Lidman-Frostenson, fru, h (avled 1962)
  - Alf Wennerfors (12 september 1962–1964), h
- Erik Grebäck, agronom, c
- Gunnar Helén, redaktör, fp
- Cecilia Nettelbrandt, ombudsman, fp
- Augustinus Keijer, redaktör, fp
- Arthur Sköldin, f.d. metallarbetare, s
- Gunnel Olsson, folkskollärare, s
- Carl-Erik Johansson, parkmästare, s
- Anna-Lisa Lewén-Eliasson, fru, s
- Essen Lindahl, sekreterare, s
- Folke Trana, småbrukare, s
- Bror Nyström, smidesmästare, s

## Uppsala län
- Henrik Munktell, professor, h
  - Erik Anners, h (från 1963)
- Sten Wahlund, professor, c
- Erik Tobé, överlantmätare, fp
- John Lundberg, ombudsman SAP, s
- Ragnar Edenman, fil. dr, s

## Södermanlands län
- Carl-Eric Hedin, lantbrukare, h
- Emil Elmvall, lantbrukare, c
- Sven Wedén, disponent, fp
- Svante Lundkvist, postiljon, s
- Ragnar Ekström, hemmansägare, s
- Rosa Andersson, översköterska, s
- Harry Berg, ombudsman, s

## Östergötlands län
- Karin Wetterström, fröken, h
- Christian von Sydow, disponent, h
- Einar Gustafsson, lantbrukare, c
- David Gomér, hemmansägare, c
- Gustav Boija, överingenjör, fp
- Fridolf Thapper, metallarbetare, s
- Ingemar Andersson, redaktör, s
- Sven Persson, lantarbetare, s
- Astrid Bergegren, kontorist, s
- Rune Johansson i Norrköping, ombudsman, s
- Oscar Franzén, metallarbetare, s

## Jönköpings län
- Torgil von Seth, greve, fideikommissarie, h
- Gustaf Svensson i Vä, hemmansägare, c
- Torsten Bengtsson, c (invald även till första kammaren, ersatt)
- Yngve Hamrin, chefredaktör, fp
- Henning Carlsson, charkuteriarbetare, s
- Harald Almgren, metallarbetare, s
- Anders Forsberg, ombudsman, s
- Karl Rask, fabrikör, s

## Kronobergs län
- Erik Magnusson, hemmansägare, h
- Fridolf Jansson, hemmansägare, c
- Rune Gustavsson, ombudsman, c
- Rune Johansson i Ljungby, bagare, s
- Bengt Fagerlund, försäkringsassistent, s

## Kalmar län
- Einar Haeggblom, lantbrukare, h
- Fritz Börjesson, hemmansägare, c
- John Johansson i Gränö, hemmansägare, c
- Mac Hamrin, lantmätare, fp
- Tekla Torbrink, fru, s
- Stig Alemyr, rektor, s
- Eric Johanson, typograf, s

## Gotlands län
- Per Svensson, lantbrukare, c
- Bengt Arweson, fiskare, s
- Hjalmar Heidenberg, verkmästare, s

## Blekinge län
- Hans Wachtmeister, godsägare, h
- Olaus Nyberg, redaktör, fp
- Thure Andersson, metallarbetare, s
- Eric Karlsson, rörmontör, s
- Thyra Löfqvist, fru, s

## Kristianstads län
- Jöns Nilsson, fruktodlare, h
- Gösta Darlin, direktör, h
- Einar Larsson, lantbrukare, c
- Harald Johnsson i Skoglösa, lantbrukare, c
- Arvid Nilsson i Lönsboda, sågverksarbetare, fp
- Gunnar Engkvist, målarmästare, s
- Karl Jönsson, f.d. lantarbetare, s
- Etty Eriksson, fru, s

## Fyrstadskretsen
- Jean Braconier, redaktör, h
- Eva Karlsson, folkskollärare, h
- Carl Göran Regnéll, h
- Sixten Palm, redaktör, h
- Carl Christenson, köpman, fp
- Gösta Netzén, chefredaktör Arbetet, s
- Einar Henningsson, ombudsman, s
- Erik Adamsson, expeditör, s
- Johannes Blidfors, seminarielärare, s
- Eric Svenning, redaktör, s
- Hugo Bengtsson, plåtslagare, s

## Malmöhus län
- Eric Nilsson, agronom, h
- Nils G. Hansson i Skegrie, lantbrukare, c
- Stig Hansson, lantbrukare, c
- Eric Nelander, underinspektör, fp
- Per Edvin Sköld, f.d. minister, s
- Axel Landgren, lantarbetare, s
- Hans Levin, fiskare, s
- Mary Holmqvist, fru, s

## Hallands län
- Gustaf Nilson, godsägare, h
- Anders Pettersson, lantbrukare, c
- Johannes Antonsson, lantbrukare, c
- Alvar Andersson (politiker), lantbrukare, c
- Tore Bengtsson, ombudsman, s
- Ingemund Bengtsson, ombudsman, s

## Göteborg
- Bengt Bengtsson, direktör, h (till 1962)
  - Ove Nordstrandh, h (från 1962)
- Stina Wallerius-Gunne, sekreterare, h
- Bertil von Friesen, läkare, fp
- Sven Gustafson, bankkamrer, fp
- Brita Elmén, inspektris, fp
- Thorvald Källstad, pastor, fp
- Elisabeth Sjövall, läkare, s
- Olof Nilsson i Göteborg, trafikinspektör Göteborgs spårvägar, s
- Jerker Svensson, förbundsordförande, s
- Olof Andreasson, telearbetare, s
- Valter Kristensson, metallarbetare, s
- Gunnar Carlsson, förbundssekreterare, s
- Knut Senander, f.d. tulltjänsteman, k

## Bohuslän
- Ernst Staxäng (tidigare Olsson), lantbrukare, h
- Lennart Mattsson, distriktsstudieledare, c
- Waldemar Svensson, agronom, fp
- Olof Johansson, fiskare, fp
- Gösta Andersson, pappersbruksarbetare, s
- Carl E. Johansson, lantbrukare, s
- Gunnar Gustafsson, ombudsman, s
- Evert Svensson, ombudsman, s

## Älvsborgs läns norra
- James Dickson, godsägare, h
- Robert Johansson, lantbrukare, c
- Sven Antby, lantbrukare, fp
- Hilding Johansson, fil. dr, s
- Sven Andersson i Billingsfors, pappersbruksarbetare, s
- Ruth Andersson, f.d. personalkonsulent, s

## Älvsborgs läns södra
- Tage Magnusson, disponent, h
- Henry Brandt, rektor, c
- Axel Gustafsson, pastor, fp
- Rune Carlstein, stadskassör, s
- Gördis Hörnlund, fru, s

## Skaraborgs län
- Rolf Eliasson, lantmästare, h
- Gunnar Larsson, lantbrukare, c
- Bengt Börjesson, kamrer, c
- Oscar Malmborg, folkskollärare, fp
- Harry Carlsson, fabrikör, fp
- Nils Odhe, lantarbetare, s
- Lisa Johansson, barnavårdsman, s
- Arne Blomkvist, porslinsarbetare, s

## Värmlands län
- Leif Cassel, lantbrukare, h
- Harry Wahrendorff, ombudsman, bf
- Manne Ståhl, redaktör Karlstads-Tidningen, fp
- August Spångberg, järnvägsman, s
- Arvid Andersson i Gunnarskog, småbrukare, s
- Viola Sandell, fröken, s
- Karl-Gustav Andersson, rörverksarbetare, s
- Arvid Eskel, länsarbetsdirektör, s
- Gunnar Eskilsson, kommunalarbetare, s

## Örebro län
- Fredrik-Adolf Hamilton af Hageby, förvaltare, h
- Karl Björkänge (tidigare Andersson), hemmansägare, c
- Ebbe Rydén, direktör, fp
- Matteus Berglund, disponent, fp
- Erik Brandt, pappersbruksarbetare, s
- Henry Allard, annonschef, s
- Göran Pettersson, metallarbetare, s
- Lena Renström-Ingenäs, folkskollärare, s

## Västmanlands län
- Dag Edlund, major, h
- Sven Vigelsbo, lantbrukare, bf
- Carl-Gustav Enskog, ingenjör, fp
- Eric Carlsson, expeditör, s
- Ernst Jacobsson, rådman, s
- Rosa Svensson, fru, s
- Sven Hammarberg, ombudsman, s

## Kopparbergs län
- Bo Turesson, lantmätare, h
- Lars Eliasson, lantbrukare, c
- Karl Boo, kontrollasistent, c
- Olof Hammar, rektor, fp
- Sven Mellqvist, kontorist, s
- Elsa Lindskog, fru, s
- Erik Östrand, järnbruksarbetare, s
- Torsten Fredriksson, gruvarbetare, s
- Olof Persson, skogsarbetare, s

## Gävleborgs län
- Hans Nordgren, skräddarmästare, h
- John Eriksson i Bäckmora, ombudsman, c
- Nils Stenberg, fp
- Sigurd Lindholm, ombudsman SAP, s
- Einar Asp, åkeriägare, s
- Anders Haglund, ombudsman, s
- Gunbjörg Thunvall, fru, s
- Sven Ekström, kommunalkamrer, s
- Henning Nilsson, ombudsman, k

## Västernorrlands län
- Nils Fröding, häradshövding, h
- Gunnar Hedlund, jur. dr, c
- Thorbjörn Fälldin, lantbrukare, c
- John R. Andersson, folkskollärare, fp
- Harald Kärrlander, ombudsman, s
- Alf Andersson, sulfitarbetare, s
- Bernhard Sundelin, åkeriägare, s
- Bo Martinsson, advokat, s
- Elvira Holmberg, fru, s

## Jämtlands län
- Erik Larsson i Norderön, lantbrukare, c
- Elias Jönsson, hemmansägare, fp
- Sigfrid Jonsson, skogsarbetare, s
- Helge Lindström, lantbrukare, s
- Birger Nilsson, ombudsman, s

## Västerbottens län
- Carl Östlund, lantbrukare, h
- Jan-Ivan Nilsson, hemmansägare, c
- Henning Gustafsson, kommunalarbetare, fp
- Ragnhild Sandström, folkskollärare, fp (invald, men avled i december 1960)
  - ersatt av: Sigvard Larsson, direktör, fp
- Gösta Skoglund, folkskollärare, s
- Astrid Lindekvist, fru, s
- Gunnar Lundmark, jordbruksinstruktör, s

## Norrbottens län
- Märta Boman, fru, h
- Harald Larsson, skogsinspektor, c
- John G. Löfroth, f.d. bokhållare, fp
- Olof Wiklund, sågverksarbetare, s
- Ragnar Lassinantti, kriminalassistent, s
- Annie Jäderberg, fru, s
- Ingvar Svanberg, rektor, s
- Helmer Holmberg, chefredaktör Norrskensflamman, k